# Джадж, Арлин
Арлин Джадж (англ. Arline Judge, 21 февраля 1912 — 7 февраля 1974) — американская актриса.
Родилась в Коннектикуте в семье журналиста. Когда она была ещё ребёнком, отец перевез семья в Нью-Йорк. Свою карьеру Джадж с выступлений в водевилях и ночных клубах. В 1939 году во время выступления в одном из бродвейских ревю её заметил агент студии «RKO Pictures», с которой она вскоре заключила контракт. За годы своей актёрской карьеры Джадж сыграла в таких фильмах, как «Молодая невеста» (1932), «Летающие дьяволы» (1933), «Скандалы Джорджа Уайта 1935 года» (1935), «Кожаный парад» (1936), «Так хочет леди» (1942) и «Грехи господина Дидлбока» (1946). К концу 1940-х её карьера постепенно пошла на спад, и после ещё пары ролей на телевидении в 1960-х годах, актриса завершила свою карьеру.
Помимо своих актёрских работ Арлин Джадж была известна своими многочисленными браками. Актриса восемь раз выходила замуж, и каждый её брак заканчивался разводом. Среди её мужей были режиссёр Уэсли Рагглс и владелец клуба «Нью-Йорк Янкис» Дэн Топпинг, от которого она родила двух сыновей. Арлин Джадж умерла в Западном Голливуде в 1974 году в возрасте 61 года, и была похоронена на католическом кладбище города Стратфорд в Коннектикуте.